# Departamento Castro Barros

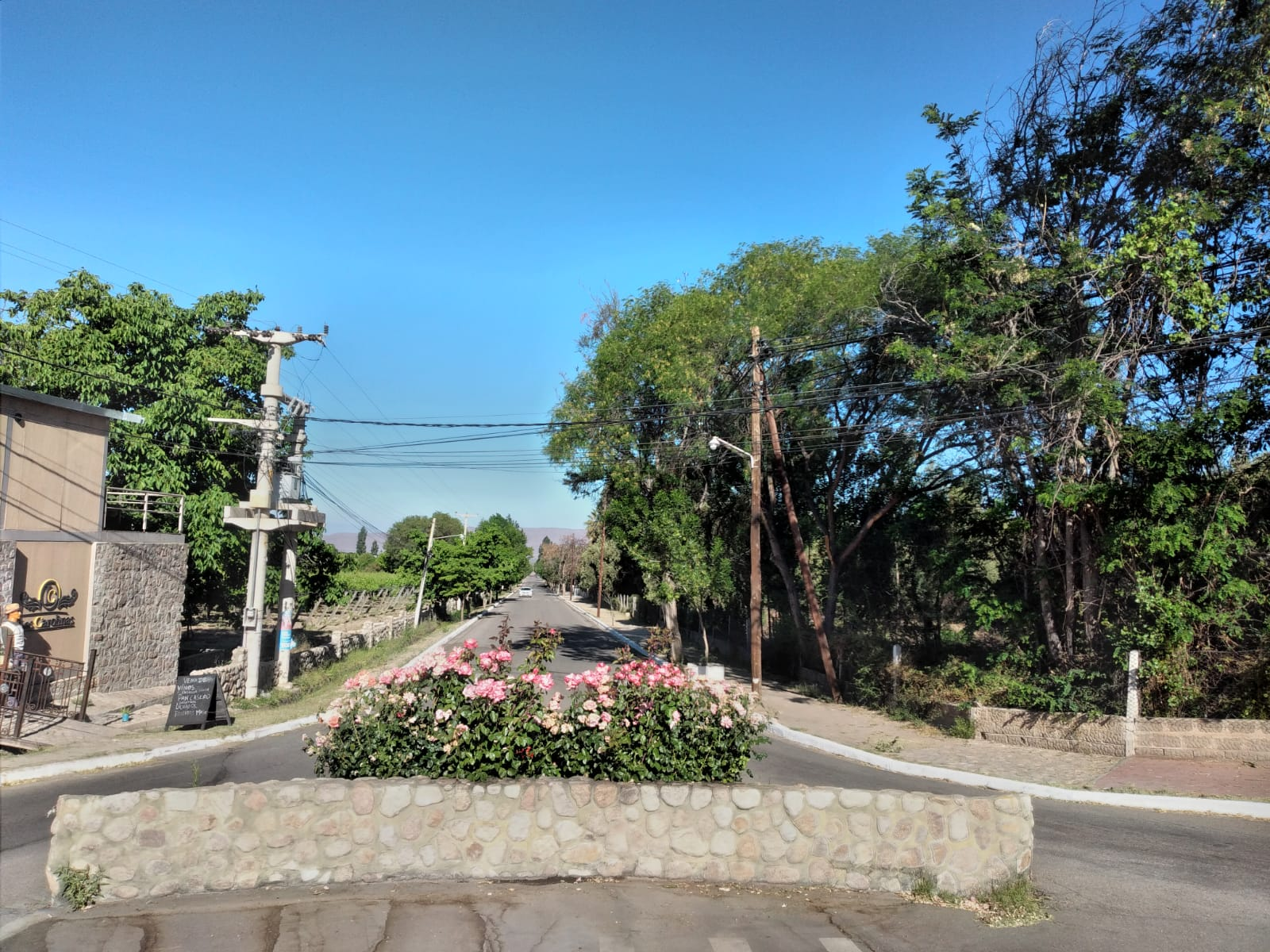

Castro Barros es un departamento ubicado en la provincia de La Rioja (Argentina).
Este departamento es popularmente conocido como «la costa riojana». Este apelativo se debe a que las localidades se ubican sobre el «costado» oriental del cordón de Velasco. La vía terrestre más importante de acceso es la ruta nacional n.º 75, que une la ciudad de La Rioja con la localidad de Aimogasta
Su nombre honra la memoria del sacerdote riojano Pedro Ignacio de Castro Barros, miembro del cuarto período de la Asamblea del Año XIII y del Congreso de Tucumán.
El departamento cuenta con dos hospitales distritales, ocho centros de atención primaria en salud, más de una decena de instituciones educativas de distintos niveles, distribuidas en distintas localidades y siete bibliotecas públicas.

## Geografía

### Población
Para el censo 2022 el departamento registró 5810 habitantes. Esto representó un aumento en la cantidad de personas del 36,1%, mayor al crecimiento poblacional provincial que se situó en 15,1%.Estos datos situaron al departamento como el que más creció y el décimo en cantidad de habitantes de la provincia.

La evolución de la población del departamento Castro Barros muestra leves variaciones a lo largo de las décadas, presentando un crecimiento demográfico moderado.
| Gráfica de evolución demográfica de Departamento Castro Barros entre 1960 y 2022 |
|                                                                                  |
| Fuente: Censos Nacionales de Población, Hogares y Viviendas.                     |

Un elemento significativo resulta el crecimiento de las últimas décadas de la población en la localidad cabecera del departamento. Si bien esta localidad no es la más poblada del departamento, se verifica la tendencia a la concentración en núcleos urbanos.
|                                                     | 1960  | 1970  | 1980  | 1991  | 2001  | 2010  | 2022 |
| --------------------------------------------------- | ----- | ----- | ----- | ----- | ----- | ----- | ---- |
| Total del Departamento                              | 3084  | 2818  | 2996  | 3265  | 4322  | 4268  | 5810 |
| Aminga (Cabecera)                                   | 480   | 428   | 416   | 569   | 820   | 833   |      |
| Índice de población en la localidad cabecera (en %) | 15.56 | 15.18 | 13.88 | 17.42 | 18.97 | 19.51 |      |

### Superficie y límites
El departamento tiene una extensión de 1.420 km² y limita al norte y nordeste con el departamento Arauco, al este con el departamento Capital, al sur con el departamento Sanagasta y al oeste con los departamentos Famatina y San Blas de los Sauces.

### Localidades y parajes
- Agua Blanca
- Aminga
- Anillaco
- Anjullón
- Chuquis
- Las Peñas
- Los Molinos
- Pinchas
- San Pedro
- Santa Vera Cruz

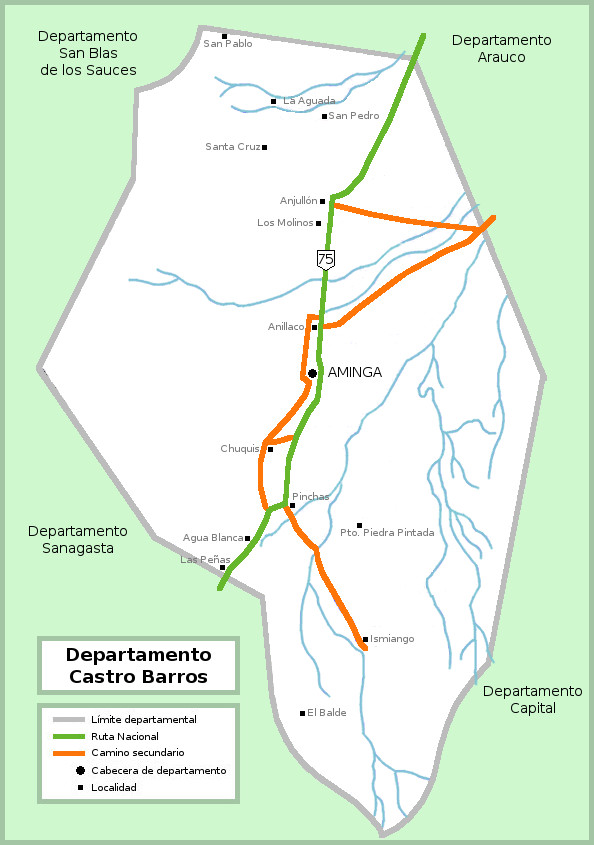
Localidades y parajes del departamento Castro Barros

Considerando el sentido sur-norte, las localidades se suceden en el siguiente orden: Las Peñas, Agua Blanca, Pinchas, Chuquis, Aminga, Anillaco, Los Molinos, Anjullón, San Pedro y Santa Vera Cruz.

### Sismicidad
La sismicidad de la región de La Rioja es frecuente y de intensidad baja, y un silencio sísmico de terremotos medios a graves cada 30 años en áreas aleatorias.

## Sitios de interés turístico
- La Yacurmana: Se trata de una caída de agua de aproximadamente 25 metros, sobre el lateral de la sierra de Velasco. El caudal es mayor en la temporada estival, dado que es el verano la temporada de mayores precipitaciones. Supuestamente, el nombre deriva de la expresión en lengua cacán que significa «madre del agua» o «agua que cae».

- Quebrada de Anjullón: Recorrido de características recreativas y paisajísticas

- Sitio arqueológico de Piedra Pintada: Pinturas rupestres.

- Sitio Arqueológico de Loma Pircada: Vestigios de construcciones o pircas, algunas de hasta 3 m de altura.

- Sitio Arqueológico de El Puesto: Conjunto de construcciones que permiten suponer la existencia de una población sedentaria. En el lugar se han encontrado restos cerámicos y otros elementos que permitieron establecer una antigüedad de 1200 a 1500 años.

- Castillo de Dionisio: Construcción espontánea particular de piedra y cemento, con aspectos que evocan la obra de Gaudí

- Solar y Museo histórico Castro Barros: Compuesto de varias salas, reúne piezas y documentos de la vida y el entorno del presbítero Pedro Ignacio de Castro Barros.

- Turismo religioso: iglesia de la Virgen del Rosario (Chuquis), iglesia de Nuestra Señora de la Merced (Aminga), iglesia de San José (Los Molinos), iglesia de San Vicente Ferrer (Anjullón), iglesia de San Pedro, iglesia de la Santa Vera Cruz, iglesia de San Antonio de Padua (Anillaco), iglesia de San Miguel Arcángel (Pinchas), iglesia de San Isidro Labrador (Aguas Blancas) y capilla de San Rafael Arcángel (Las Peñas)

(Fuente: Turismo La Rioja)

## Economía
La economía del departamento Castro Barros se basa en el cultivo de vides, olivos y nogales. En menor medida, se cultivan algunos duraznos y forrajeras.
| Año  | Bovinos | Caprinos | Ovinos | Porcinos | Olivos (ha.) | Vides (ha.) | Nogales (ha.) | Duraznos (ha.) | Forrajeras (ha.) | Maíz (ha.) | Otros (ha.) | Total ha. implantadas |
| ---- | ------- | -------- | ------ | -------- | ------------ | ----------- | ------------- | -------------- | ---------------- | ---------- | ----------- | --------------------- |
| 2002 | 2521    | 2521     | 3263   | 149      | *            | *           | *             | *              | 60.3             | **         | 1.2         | 970.2 ***             |
| 2008 | 1166    | 1441     | 41     | 29       | 192.3        | 214.7       | 172.2         | 18.3           | 24.5             | 5.4        | 8.5         | 635.9                 |

* Estos cultivos están unificados bajo el ítem "Frutales", con una superficie implantada de 769.1 hectáreas 

** Ítem genérico: "Cereales"

*** Incluye "Hortalizas:49.2 ha", "Aromáticas: 0.1 ha" y "Bosques y montes: 0.4 ha"

(Fuente: Censo Nacional Agropecuario 2002 y 2008)